# Tôn ti trật tự

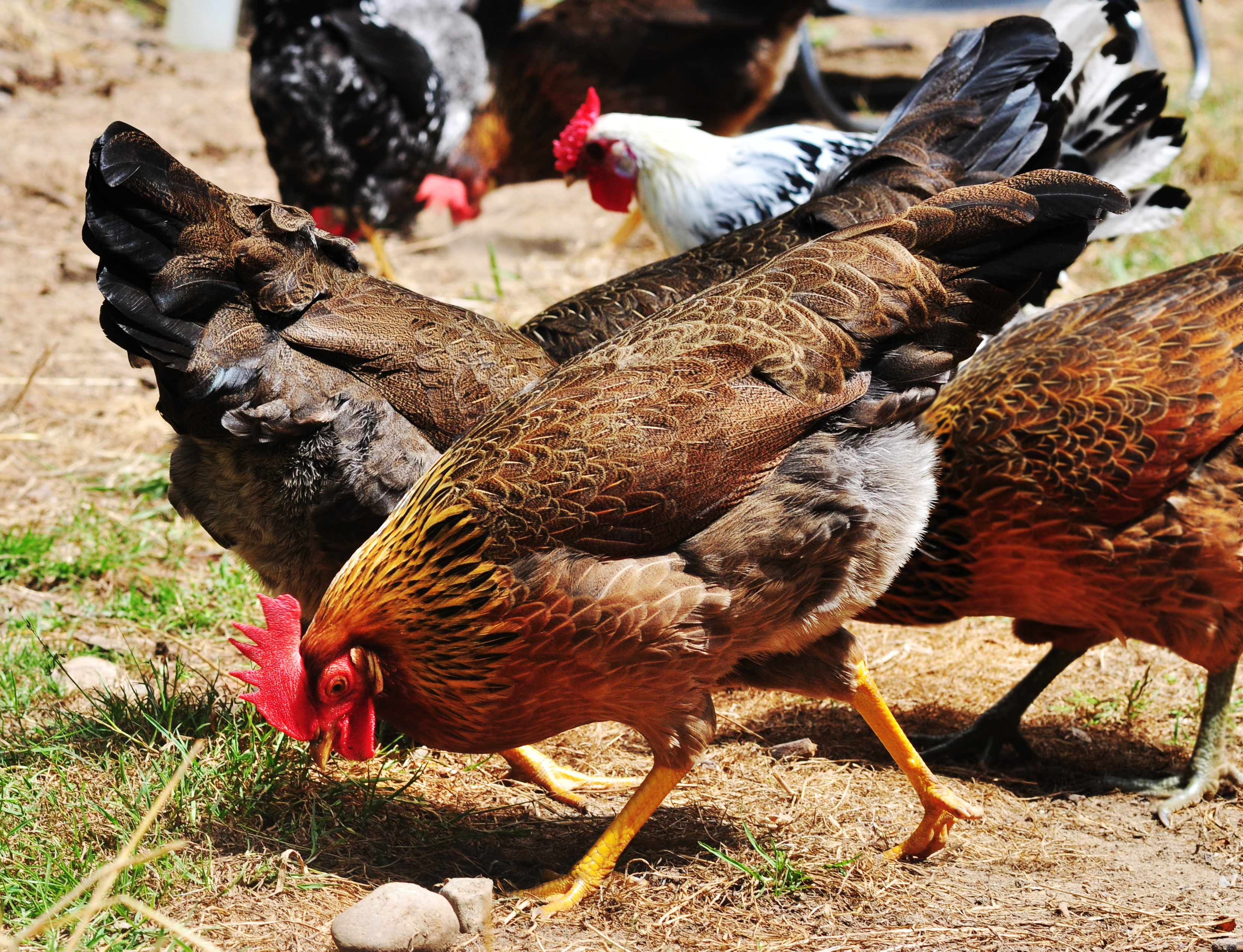
Trong một bầy gà luôn tồn tại một tôn ti trật tự

Tôn ti trật tự (Pecking order) hay tôn ti thứ bậc hoặc tôn ti xã hội là thuật ngữ thông tục cho hệ thống phân cấp của tổ chức xã hội. Trong tiếng Việt nó chỉ về trật tự có trên, có dưới khi nói về thứ bậc, trật tự trong xã hội. Trong tiếng Anh, thuật ngữ này lần đầu tiên được mô tả bởi Thorleif Schjelderup-Ebbe vào năm 1921 với cụm từ bằng tiếng Đức là Hackordnung hoặc Hackliste và được đưa vào tiếng Anh vào năm 1927. Tên gọi này lấy cảm hứng từ sự biểu hiện của sự thống trị ở bầy gà.
Sự thống trị ở gà trống được khẳng định bởi các hành vi khác nhau, bao gồm cả trật tự trong bầy, được sử dụng bởi Schjelderup-Ebbe như một thước đo về sự thống trị và trật tự trong lãnh đạo. Phân cấp thống trị thuật ngữ thường được sử dụng cho loại hình tổ chức xã hội này ở các động vật khác. Tôn ti trật tự là một khái niệm cơ bản trong phân tầng xã hội và phân cấp xã hội có các đối tác của nó trong các loài động vật khác, kể cả con người, mặc dù có nhiều thuật ngữ thường được sử dụng đồng nghĩa.

## Ở gà

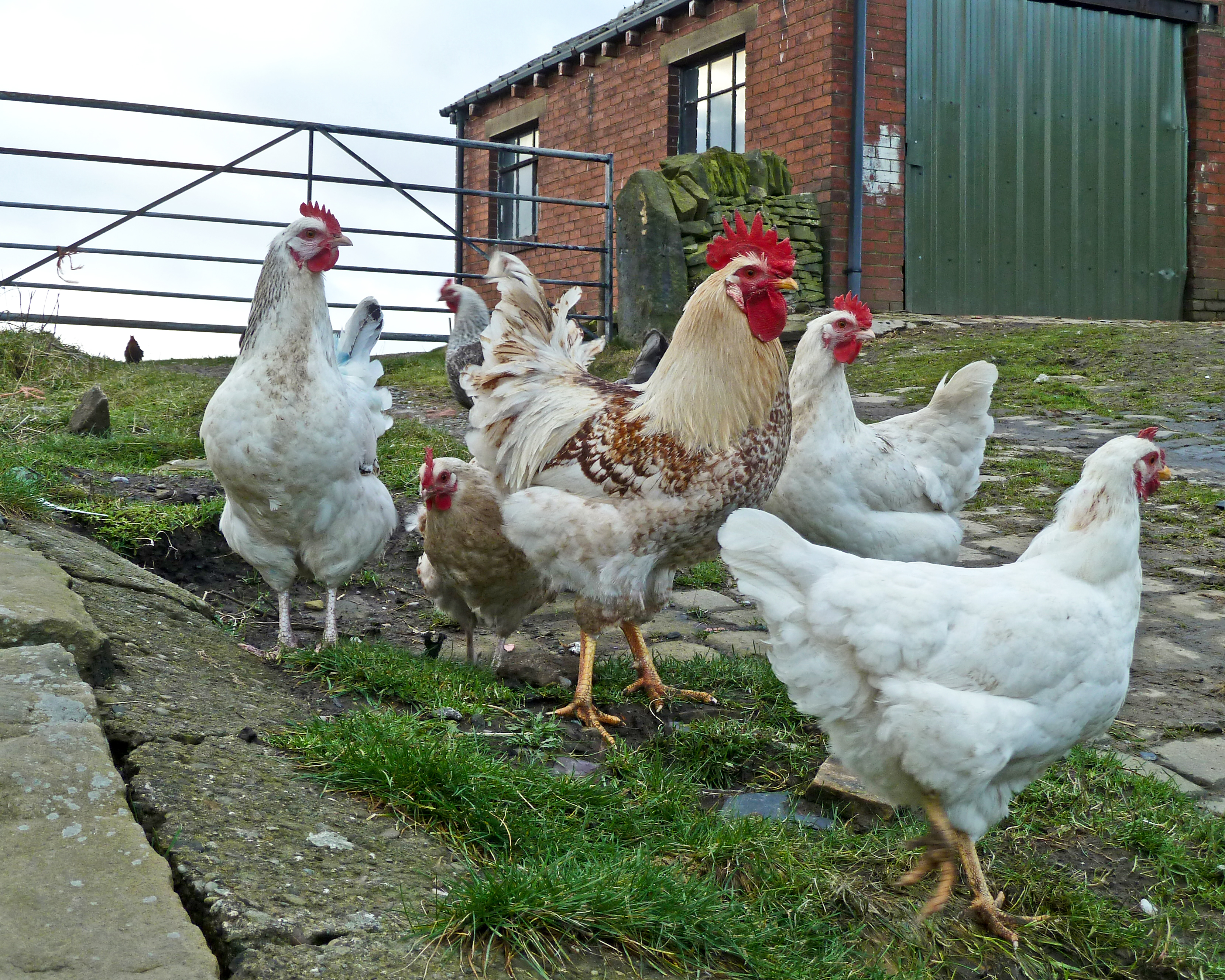
Mỗi đàn gà luôn có một con đứng đầu

Gà sống thành đàn, lối sống của chúng mang tính cộng đồng, các cá thể gà trong đàn giành giật nhau để chiếm ưu thế kiếm mồi và thiết lập ra cái gọi là tôn ti trật tự, trong đó những cá thể ưu thế có đặc quyền tiếp cận thức ăn, giao phối và địa điểm làm tổ. Cái gọi là "tôn ti xã hội" của loài gà dựa trên nguyên tắc “mạnh được, yếu thua”, qua đó xác định vai trò có đặc quyền tiếp cận thức ăn và địa điểm làm tổ. Việc gà trống hoặc gà mái mất khỏi đàn sẽ phá vỡ trật tự này một thời gian ngắn cho đến khi một tôn ti mới được thiết lập.
Việc bổ sung gà mái, đặc biệt là gà còn non và đàn có sẵn có thể dẫn đến mổ, đá nhau và gây thương tích. Tôn ti trật tự của đàn gà sẽ bị phá vỡ khi xuất hiện con gà trống mới lớn trong đàn, thách thức địa vị của đương kim thủ lãnh, nhưng thế nào kẻ nổi loạn cũng bị tách ra khỏi đàn sau những trận đòn dằn mặt. Những con gà trống nổi loạn đó sẽ rút lui bằng cách lập thành đàn mới với những con gà mái tơ, chúng thường tránh đối mặt với gà trống đầu đàn. 

## Chức năng
Chức năng tối thượng của một tôn ti trật tự là để tăng cường thể chất của các cá thể hoặc toàn diện của các loài động vật tham gia vào sự hình thành của nó. Chiến đấu để có được các nguồn lực như thực phẩm và bạn tình là khá hao phí về thời gian, năng lượng và nguy cơ chấn thương. Bằng cách phát triển một trật tự và tôn ti, động vật xác định cá thể nào sẽ được ưu tiên tiếp cận các nguồn lực, đặc biệt khi chúng bị giới hạn (con nào sẽ được ăn trước), có sự giảm thiểu sự hung hăng khi một trật tự bầy đàn được hình thành và củng cố. Do đó, các chức năng gần đúng của một tôn ti thứ bậc là để giảm chi phí thời gian, năng lượng và rủi ro của thương tích phát sinh.

## Cơ chế
Các khái niệm cơ bản đằng sau việc thiết lập các tôn ti trật tự ví dụ như ở gà, là nó là cần thiết để xác định con nào là những con gà ở đẳng cấp cao và con nào sẽ là đẳng cấp thấp. Việc thiết lập hệ thống phân cấp thống trị có thể làm giảm tỷ lệ xung đột và do đó làm giảm chi phí năng lượng cần thiết cho cạnh tranh gay gắt. Mức độ thống trị quyết định cá thể nào được hưởng quyền ưu đãi tiếp cận các tài nguyên như thực phẩm và bạn tình.
Trong trạng thái hoang dã, tự nhiên trật tư thứ bậc được thừa kế theo một cách nghiêm ngặt, vì vậy con mái đầu tiên chiếm ưu thế nhất sẽ thừa hưởng trạng thái thống trị nhất, vị trí thứ hai sẽ mang lại vị trí thống trị thứ hai cho con gà mái kế tiếp, trừ khi gà chiếm ưu thế có con thứ hai, trong trường hợp đó gà sẽ trở thành ưu thế thứ hai. Nó không phải là cần thiết cho động vật để có thể nhận ra các cá thể trong nhóm cho một trật tự của bầy đàn được duy trì.
Hành vi động vật có thể được thúc đẩy bởi "quy tắc ngón tay cái". Ví dụ, nếu gà có thể dự đoán khả năng chiến đấu của con gà khác đơn giản bằng cách đánh giá kích thước cơ thể của chúng, chúng sẽ có thể duy trì hệ thống phân cấp trong khi tránh một cuộc chiến có thể gây thương tích và mất sức. Sử dụng quy tắc này, khi gườm nhau (lườm nhau) nếu Gà A thấy Gà B lớn hơn, Gà A sẽ trì hoãn việc thách thức; nếu Gà B nhỏ hơn, tự khắc nó sẽ lấn tới nó để áp chế Gà A.
Bằng cách này, chỉ những con gà có kích thước tương tự sẽ chiến đấu và trật tự của nhóm tổng thể được duy trì mà không yêu cầu nhận dạng cá thể. Gà nhà và gà hoang (gà đồng) hình thành các nhóm tương đối nhỏ, thường bao gồm không quá 10 đến 20 cá thể. Nó đã được chỉ ra rằng trong các nhóm lớn hơn, phổ biến trong nông nghiệp, hệ thống phân cấp thống trị trở nên ít ổn định và tính gây hấn tăng.